# Einkommensteuer (Deutschland)
Die Einkommensteuer in Deutschland (Abkürzung: ESt) ist eine Gemeinschaftsteuer, die auf das Einkommen natürlicher Personen erhoben wird.
Rechtsgrundlage für die Berechnung und Erhebung der Einkommensteuer ist – neben weiteren Gesetzen – das Einkommensteuergesetz (EStG). Der Einkommensteuertarif regelt die Berechnungsvorschriften. Bemessungsgrundlage ist das zu versteuernde Einkommen.
Im Jahr 2021 nahm der deutsche Staat rund 290 Milliarden Euro Lohn- und Einkommensteuer ein. Das entspricht über einem Drittel der gesamten Steuereinnahmen Deutschlands.
Der ebenfalls vorkommende Ausdruck Einkommenssteuer mit Fugen-s wird in der juristischen Fachsprache nicht verwendet.

## Allgemeines
Erhebungsformen der Einkommensteuer sind die Lohnsteuer, die Kapitalertragsteuer, die Bauabzugsteuer und die Aufsichtsratsteuer. Sie werden auch als Quellensteuern bezeichnet, da sie direkt an der Quelle abgezogen werden. Die Abgeltungsteuer dient seit 2009 als bestimmte Anwendung der Kapitalertragsteuer. Nach dem Welteinkommensprinzip sind die in Deutschland Steuerpflichtigen mit ihrem weltweiten Einkommen steuerpflichtig.
Personengesellschaften (zum Beispiel die OHG, KG oder GbR) sind nicht Besteuerungssubjekt der Einkommensteuer, jedoch unterliegen die Gesellschafter einer Personengesellschaft mit ihrem Gewinnanteil der Einkommensteuer (§ 15 Abs. 1 Satz 1 Nr. 2 EStG). Kapitalgesellschaften unterliegen nicht der Einkommensteuer, sondern der Körperschaftsteuer.
Die Einkommensteuer ist eine direkte Steuer, weil Steuerschuldner und Steuerträger identisch sind. Sie ist eine Gemeinschaftssteuer, da sie Bund, Ländern und Gemeinden zusteht. Zudem ist sie eine Personensteuer, eine Subjektsteuer (anders als die Gewerbesteuer, die das Objekt Gewerbebetrieb besteuert) und eine Ertragsteuer.

## Geschichte

### Vorläufer der Einkommensteuer
Die im Mittelalter erhobenen kirchlichen Personalzehnten (decimae personales) waren erste Ansätze zur Personalbesteuerung. Im 17. Jahrhundert wurde der preußische Kopfschoß eingeführt. Die erste Einkommensteuer moderner Art wurde auf deutschem Gebiet 1811 bis 1813 in Ostpreußen erhoben. Sie war schon 1808 von Freiherr vom Stein in Anlehnung an die englische income tax von 1799 ursprünglich als Kriegsabgabe empfohlen worden.
1820 führte Preußen unter Karl August Fürst von Hardenberg eine Klassensteuer ein. Die Steuerstaffelung orientierte sich dabei nach der Gruppierung der Stände. Diese Steuer wurde 1851 für die höheren Einkommen von einer klassifizierten Einkommensteuer abgelöst und 1891 unter Finanzminister Johannes von Miquel durch eine Einheits-Einkommensteuer mit Erklärungspflicht und Progression ersetzt, wobei der Steuersatz der Einkommensteuer von rund 0,6 % (für Jahreseinkommen von 900 bis 1050 Mark) bis auf 4 % (für Jahreseinkommen über 100.000 Mark) stieg.

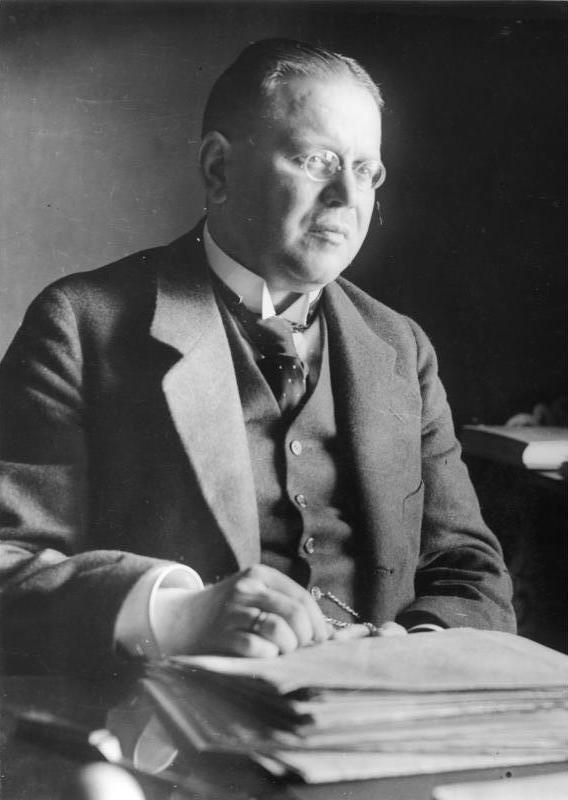
Matthias Erzberger, Reichsfinanzminister (1919–1920)

Diesem Vorbild folgten bis zum Ersten Weltkrieg alle deutschen Bundesstaaten, nachdem Bremen bereits im Jahr 1848, Schleswig-Holstein (31. Juli 1848), Hessen 1869, Sachsen 1874 und Baden 1884 zu einer allgemeinen Einkommensteuer übergegangen waren. Im Zuge der Finanzreform von Matthias Erzberger zu Beginn der Weimarer Republik entstand durch Gesetz vom 29. März 1920 eine einheitliche Reichseinkommensteuer, die bei den Steuerreformen von 1925 und 1934 fortentwickelt wurde. 1925 wurde unter anderem die Lohnsteuerkarte eingeführt, 1934 die Lohnsteuerklassen I bis IV.

### Entwicklung nach 1945
Im Kontrollratsgesetz Nr. 3 vom 20. Oktober 1945 sowie dem Kontrollratsgesetz Nr. 12 vom 11. Februar 1946 wurden durch die alliierten Besatzungsmächte starke Anhebungen der Steuertarife verfügt, bis hin zu einem Spitzensteuersatz von 95 %. Durch die folgende Währungsreform und mehrere Steuergesetze, die Tarifsenkungen bzw. Steuervergünstigungen vorsahen, wurden diese Anhebungen der Tarife jedoch teilweise wieder abgemildert bzw. durch Anhebung von Verbrauchssteuersätzen kompensiert.
Das Grundgesetz von 1949 legte fest, dass die Erträge aus der Einkommensteuer grundsätzlich den Ländern zustehen, der Bund jedoch hieran partizipieren kann. Erst durch das Verfassungsänderungsgesetz von 1955 wurde die Einkommensteuer zur Gemeinschaftssteuer von Bund und Ländern nach Art. 106 Abs. 3 GG erklärt.
Eine bedeutende Änderung hat die Einkommensteuer in Deutschland durch das Einkommensteuerreformgesetz vom 5. August 1974 erlebt, mit dem der Sonderausgabenabzug grundlegend neu geregelt wurde. Von großer Bedeutung war auch die Einführung eines linear-progressiven Tarifs im Jahre 1990, die den seit den 1960er Jahren vorhandenen „Mittelstandsbauch“ abschaffte. Weitere Meilensteine waren die Anhebung des Grundfreibetrages auf das Existenzminimum und die Einführung der Günstigerprüfung zwischen Kinderfreibetrag und Kindergeld im Jahre 1996.

### Entwicklung des Einkommensteuertarifs seit 1958
In neuerer Zeit ist ein deutlicher Trend zur Verminderung der Einkommensteuer und damit einhergehender Erhöhung der Verbrauchssteuern erkennbar.

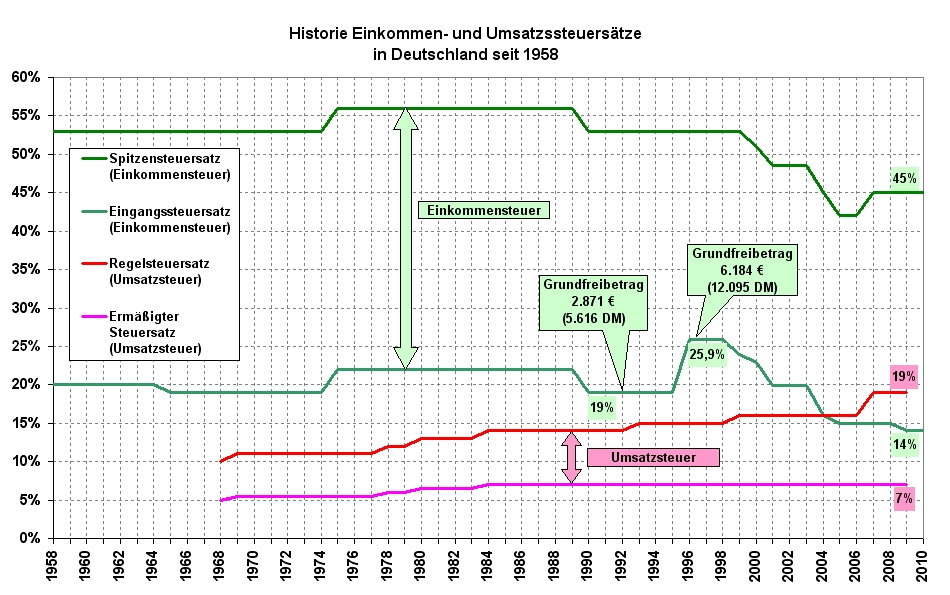
Eingangs- und Spitzensteuersätze seit 1958 (Umsatzsteuer zum Vergleich)
- Tarifgeschichte von 1958 bis 1989 als Video
- Tarifgeschichte von 1990 bis 2026 als Video
Vergleich der Einkommensteuertarife von 2021 bis 2024[9]

Folgende Tabelle zeigt die historische Entwicklung der Eckwerte sowie der Eingangs- und Spitzensteuersätze im deutschen Einkommensteuertarif. Diese Angaben sind jedoch alleine noch nicht ausreichend für ein ganzheitliches Verständnis der Steuerbelastung der verschiedenen Einkommensgruppen. Dazu muss neben dem Grundfreibetrag zusätzlich der Tarifverlauf der Grenz- und Durchschnittssteuersätze betrachtet werden, wie das in den obigen Grafiken für ausgewählte Jahre dargestellt ist.
Der steilste Anstieg des Grenzsteuersatzes findet seit dem Jahr 2004 im unteren Einkommensbereich statt. Daher wird vielfach beklagt, dass kleine und mittlere Einkommensgruppen von der kalten Progression besonders betroffen seien. Die Progressionsbreite, also das Verhältnis zwischen dem Grundfreibetrag und dem Betrag, ab dem der Höchststeuersatz erreicht wird, ist seither ständig gesunken. So hat der Progressionsbereich heute nur noch weniger als ein Zehntel seiner Breite von 1958. Seit 1996 wurde der Grundfreibetrag mehr als verdoppelt und der Höchststeuersatz schrittweise gesenkt. Im Jahr 2007 wurde eine zusätzliche Stufe mit einem Höchststeuersatz von 45 % eingeführt (sogenannte „Reichensteuer“), der jedoch die linearen Progressionszonen unverändert lässt. Die im Jahr 1990 eingeführte durchgehend lineare Progression ist inzwischen durch einen Tarif mit unterschiedlich steilen Zonen und Sprüngen ersetzt worden (siehe auch Grafiken oben).
| Zeitraum | Grundfreibetrag            | Eingangssteuersatz | Beginn der letzten Tarifzone                             | Spitzen- steuersatz | Progressions- breite | Progressions- höhe |
| --- | -------------------------- | ------------------ | -------------------------------------------------------- | ------------------- | -------------------- | ------------------ |
| 1958–1964 | 1.680 DM (2025: 4.784 €)   | 20 %               | 110.040 DM (2025: 313.341 €)                             | 53 %                | 65,50                | 2,65               |
| 1988–1989 | 4.752 DM (2025: 5.110 €)   | 22 %               | 130.032 DM (2025: 139.833 €)                             | 56 %                | 27,36                | 2,55               |
| 1990–1995 | 5.616 DM (2025: 5.726 €)   | 19 %               | 120.042 DM (2025: 122.392 €)                             | 53 %                | 21,38                | 2,79               |
| 1996–1997 | 12.095 DM (2025: 10.243 €) | ,025,9 %           | 120.042 DM (2025: 101.663 €)                             | 53 %                | 9,92                 | 2,05               |
| 2000 | 13.499 DM (2025: 10.889 €) | ,022,9 %           | 114.696 DM (2025: 92.524 €)                              | 51 %                | 8,50                 | 2,23               |
| 2001 | 14.093 DM (2025: 11.146 €) | ,019,9 %           | 107.568 DM (2025: 85.072 €)                              | ,048,5 %            | 7,63                 | 2,44               |
| 2002–2003 | 7.235 € (2025: 11.047 €)   | ,019,9 %           | 55.008 € (2025: 83.995 €)                                | ,048,5 %            | 7,60                 | 2,44               |
| 2004 | 7.664 € (2025: 11.382 €)   | 16 %               | 52.152 € (2025: 77.451 €)                                | 45 %                | 6,80                 | 2,81               |
| 2005–2006 | 7.664 € (2025: 11.214 €)   | 15 %               | 52.152 € (2025: 76.306 €)                                | 42 %                | 6,80                 | 2,80 3,00          |
| 2007–2008 | 7.664 € (2025: 10.789 €)   | 15 %               | 52.152 € (2025: 73.416 €) ab 250.001 € (2025: 351.933 €) | 42 % 45 %           | 6,80 32,6            | 3,00 3,21          |
| 2009 | 7.834 € (2025: 10.717 €)   | 14 %               | 52.552 € (2025: 71.888 €) ab 250.401 € (2025: 342.536 €) | 42 % 45 %           | 6,71 32,0            | 3,00 3,21          |
| 2010–2012 | 8.004 € (2025: 10.830 €)   | 14 %               | 52.882 € (2025: 71.553 €) ab 250.731 € (2025: 339.255 €) | 42 % 45 %           | 6,61 31,3            | 3,00 3,21          |
| 2018 | 9.000 € (2025: 10.940 €)   | 14 %               | 54.950 € (2025: 66.797 €) ab 260.533 € (2025: 316.701 €) | 42 % 45 %           | 6,11 28,9            | 3,00 3,21          |
| 2019 | 9.168 € (2025: 10.991 €)   | 14 %               | 55.961 € (2025: 67.086 €) ab 265.327 € (2025: 318.076 €) | 42 % 45 %           | 6,10 28,94           | 3,00 3,21          |
| 2020 | 9.408 € (2025: 11.222 €)   | 14 %               | 57.051 € (2025: 68.053 €) ab 270.500 € (2025: 322.664 €) | 42 % 45 %           | 6,06 28,75           | 3,00 3,21          |
| 2021 | 9.744 € (2025: 11.274 €)   | 14 %               | 57.919 € (2025: 67.011 €) ab 274.613 € (2025: 317.721 €) | 42 % 45 %           | 5,94 28,18           | 3,00 3,21          |
| 2022 | 10.347 € (2025: 11.199 €)  | 14 %               | 58.597 € (2025: 63.419 €) ab 277.826 € (2025: 300.691 €) | 42 % 45 %           | 5,89 27,92           | 3,00 3,21          |
| 2023 | 10.908 € (2025: 11.148 €)  | 14 %               | 62.810 € (2025: 64.192 €) ab 277.826 € (2025: 283.938 €) | 42 % 45 %           | 5,76 25,47           | 3,00 3,21          |
| 2024 | 11.784 € (2025: 11.784 €)  | 14 %               | 66.761 € (2025: 66.761 €) ab 277.826 € (2025: 277.826 €) | 42 % 45 %           | 5,67 23,58           | 3,00 3,21          |
| 2025 | 12.096 €                   | 14 %               | 68.480 € ab 277.826 €                                    | 42 % 45 %           | 5,66 22,97           | 3,00 3,21          |
| 2026 | 12.384 €                   | 14 %               | 69.878 € ab 277.826 €                                    | 42 % 45 %           | 5,64 22,43           | 3,00 3,21          |
| Quelle: bmf-steuerrechner.de (Seite des BMF). für 2025/26, Stand 2. Januar 2025: Steuerfortentwicklungsgesetz fortlaufend: Änderungen des Einkommensteuergesetzes, insb. dessen § 32a Einkommensteuertarif |                            |                    |                                                          |                     |                      |                    |

### Entwicklung des Steueraufkommens seit 1999
| Jahr | Steuern insgesamt | Lohnsteuer | Veranlagte Einkommen- steuer | Abgeltungs- steuer | Solidaritäts- zuschlag | Summe einkommensbezogener Steuern | Anteil von allen Steuern |
| ---- | ----------------- | ---------- | ---------------------------- | ------------------ | ---------------------- | --------------------------------- | ------------------------ |
| 1999 | 453,0             | 133,8      | 10,9                         | 6,0                | 11,3                   | 162,0                             | 35,8 %                   |
| 2000 | 467,2             | 135,7      | 12,2                         | 7,3                | 11,8                   | 167,1                             | 35,8 %                   |
| 2001 | 446,2             | 132,6      | 8,8                          | 9,0                | 11,1                   | 161,4                             | 36,2 %                   |
| 2002 | 441,6             | 132,2      | 7,5                          | 8,5                | 10,4                   | 158,6                             | 35,9 %                   |
| 2003 | 442,2             | 133,1      | 4,6                          | 7,6                | 10,3                   | 155,6                             | 35,2 %                   |
| 2004 | 442,8             | 123,9      | 5,4                          | 6,8                | 10,1                   | 146,2                             | 33,0 %                   |
| 2005 | 452,1             | 118,9      | 9,8                          | 7,0                | 10,3                   | 146,0                             | 32,3 %                   |
| 2006 | 488,4             | 122,6      | 17,6                         | 7,6                | 11,3                   | 159,1                             | 32,6 %                   |
| 2007 | 538,2             | 131,8      | 25,0                         | 11,2               | 12,3                   | 180,3                             | 33,5 %                   |
| 2008 | 561,2             | 141,9      | 32,7                         | 13,5               | 13,1                   | 201,2                             | 35,9 %                   |
| 2009 | 524,0             | 135,2      | 26,4                         | 12,4               | 11,9                   | 186,0                             | 35,5 %                   |
| 2010 | 530,6             | 127,9      | 31,2                         | 8,7                | 11,7                   | 179,5                             | 33,8 %                   |
| 2011 | 573,4             | 139,7      | 32,0                         | 8,0                | 12,8                   | 192,5                             | 33,6 %                   |
| 2012 | 600,0             | 149,1      | 37,3                         | 8,2                | 13,6                   | 208,2                             | 34,7 %                   |
| 2013 | 619,7             | 158,2      | 42,3                         | 8,7                | 14,4                   | 223,5                             | 36,1 %                   |
| 2014 | 643,6             | 168,0      | 45,6                         | 7,8                | 15,0                   | 236,5                             | 36,7 %                   |
| 2015 | 673,3             | 178,9      | 48,6                         | 8,3                | 15,9                   | 251,7                             | 37,4 %                   |
| 2016 | 705,8             | 184,8      | 53,8                         | 5,9                | 16,9                   | 261,5                             | 37,0 %                   |
| 2017 | 734,5             | 195,5      | 59,4                         | 7,3                | 18,0                   | 280,2                             | 38,2 %                   |
| 2018 | 776,3             | 208,2      | 60,4                         | 6,9                | 18,9                   | 294,5                             | 37,9 %                   |
| 2019 | 799,3             | 219,7      | 63,7                         | 5,1                | 19,6                   | 308,2                             | 38,6 %                   |
| 2020 | 739,7             | 209,3      | 59,0                         | 6,8                | 18,7                   | 293,7                             | 39,7 %                   |
| 2021 | 833,2             | 218,4      | 72,3                         | 10,0               | 11,0                   | 311,8                             | 37,4 %                   |
| 2022 | 895,7             | 227,2      | 77,4                         | 6,6                | 12,0                   | 323,2                             | 36,1 %                   |
| 2023 | 915,8             | 236,2      | 73,3                         | 8,3                | 12,2                   | 330,0                             | 36,0 %                   |

Daten: Statistisches Bundesamt, Steuereinnahmen Deutschland nach Jahren und Steuerarten vor der Steuerverteilung
Von der Einkommensteuer erhalten 15 % die Kommunen, 42,5 % die Länder und 42,5 % der Bund (Art. 106 Abs. 3 GG).

## Aktuelle Rechtslage

### Prinzipien
Folgende Prinzipien prägen das Einkommensteuerrecht:
- Leistungsfähigkeitsprinzip
- Welteinkommensprinzip für Steuerinländer
- Nettoprinzip
- Prinzip der gestaffelten Steuersätze
- Periodizitätsprinzip

### Rechtsgrundlagen
Rechtsgrundlagen sind das Einkommensteuergesetz (EStG) vom 16. Oktober 1934 und die am 21. Dezember 1955 in Kraft getretene Einkommensteuer-Durchführungsverordnung (EStDV). Aber auch andere Steuergesetze wie zum Beispiel das Außensteuergesetz (AStG) vom 8. September 1972 oder das Umwandlungssteuergesetz (UmwStG) vom 28. Oktober 1994 enthalten materiell-rechtliche Regelungen für die Einkommensbesteuerung. Um eine einheitliche Anwendung des Einkommensteuerrechts durch die Finanzverwaltung zu gewährleisten, wurden von der Bundesregierung am 16. Dezember 2005 Einkommensteuer-Richtlinien (EStR) erlassen, die allerdings nur die Finanzverwaltung, nicht jedoch die Finanzgerichte oder den Steuerpflichtigen binden. Ergänzend werden regelmäßig Erlasse vom Bundesministerium der Finanzen (BMF) veröffentlicht, in denen spezielle Fragen zur Rechtsanwendung geklärt werden.

### Föderale Verteilung
Nach Art. 106 Abs. 3 und 5 GG stehen die Einnahmen aus der Einkommensteuer dem Bund, den Bundesländern und den Gemeinden gemeinsam zu. Welche Gebietskörperschaft Anspruch auf die vereinnahmten Steuern erheben kann, regelt das Zerlegungsgesetz. Die Gemeinden erhalten seit 1970 einen Anteil an der Einkommensteuer. Ursprünglich betrug er 14, aktuell beträgt er 15 Prozent des Aufkommens (§ 1 Gemeindefinanzreformgesetz). Die übrigen 85 Prozent teilen sich dann hälftig (also je 42,5 %) auf den Bund und die Länder nach Art. 107 Abs. 1 GG. Die Steuerertragshoheit liegt dabei jeweils bei der Gemeinde und dem Land, in dem der Steuerpflichtige seinen Wohnsitz hat.
Bei der Berechnung des Verteilungsschlüssels zwischen den Gemeinden werden allerdings nur zu versteuernde Einkommen bis zu einem Höchstwert von 35.000 Euro pro Person berücksichtigt. Von den hohen Einkommen ihrer Bürger profitieren die Gemeinden somit nicht. Damit wird erreicht, dass im Bundesdurchschnitt rund 60 Prozent des örtlichen Aufkommens in die Ermittlung des Verteilungsschlüssels einfließen und das Steuerkraftgefälle zwischen großen und kleinen Gemeinden gewahrt wird.
Der gemeindliche Anteil an der Einkommensteuer belief sich 2014 auf 30,3 Milliarden Euro. Die Kommunen decken damit im Bundesdurchschnitt 2014 rund 14 % ihrer bereinigten Ausgaben. Für Bund und Länder ist die Bedeutung größer. Sie decken jeweils ein knappes Drittel ihrer Ausgaben über diese Steuer. Die Einnahmen der Gemeinden resultieren direkt aus dem örtlichen Aufkommen an Löhnen und Gehältern. Jenes ist abhängig vom Lohnniveau und Arbeitslosigkeit. Entsprechend groß sind die Aufkommensunterschiede pro Einwohner bundesweit. Im Jahr 2014 vereinnahmte der ärmste Landkreis Mansfeld-Südharz 176 Euro und der reichste Landkreis Starnberg 721 Euro je Einwohner.

### Steuerpflicht
Die Einkommensteuer wird sowohl auf das Welteinkommen natürlicher Personen mit Wohnsitz oder gewöhnlichem Aufenthalt im Inland (unbeschränkte Einkommensteuerpflicht gemäß § 1 Abs. 1 Satz 1 EStG) als auch auf das inländische Einkommen (im Sinne des § 49 EStG) von Personen, die weder ihren Wohnsitz noch ihren gewöhnlichem Aufenthalt im Inland haben (beschränkte Einkommensteuerpflicht gemäß § 1 Abs. 4 EStG), erhoben.

### Besteuerungsverfahren

#### Veranlagungszeitraum
Die Einkommensteuer beruht auf dem Prinzip der Abschnittsbesteuerung (§ 2 Abs. 7 Satz 2 EStG). Veranlagungszeitraum ist das Kalenderjahr (§ 25 Abs. 1 EStG). Bei Gewerbebetrieben kann das Wirtschaftsjahr vom Kalenderjahr abweichen. Der Gewinn gilt in dem Veranlagungszeitraum als bezogen, in dem das Wirtschaftsjahr endet. Auch bei Land- und Forstwirten gibt es wegen der unterschiedlichen Erntezeiten und Ernteerträge Abweichungen (§ 4a EStG). Hier wird der Gewinn zeitanteilig auf die jeweiligen Veranlagungszeiträume aufgeteilt.

#### Steuererklärung

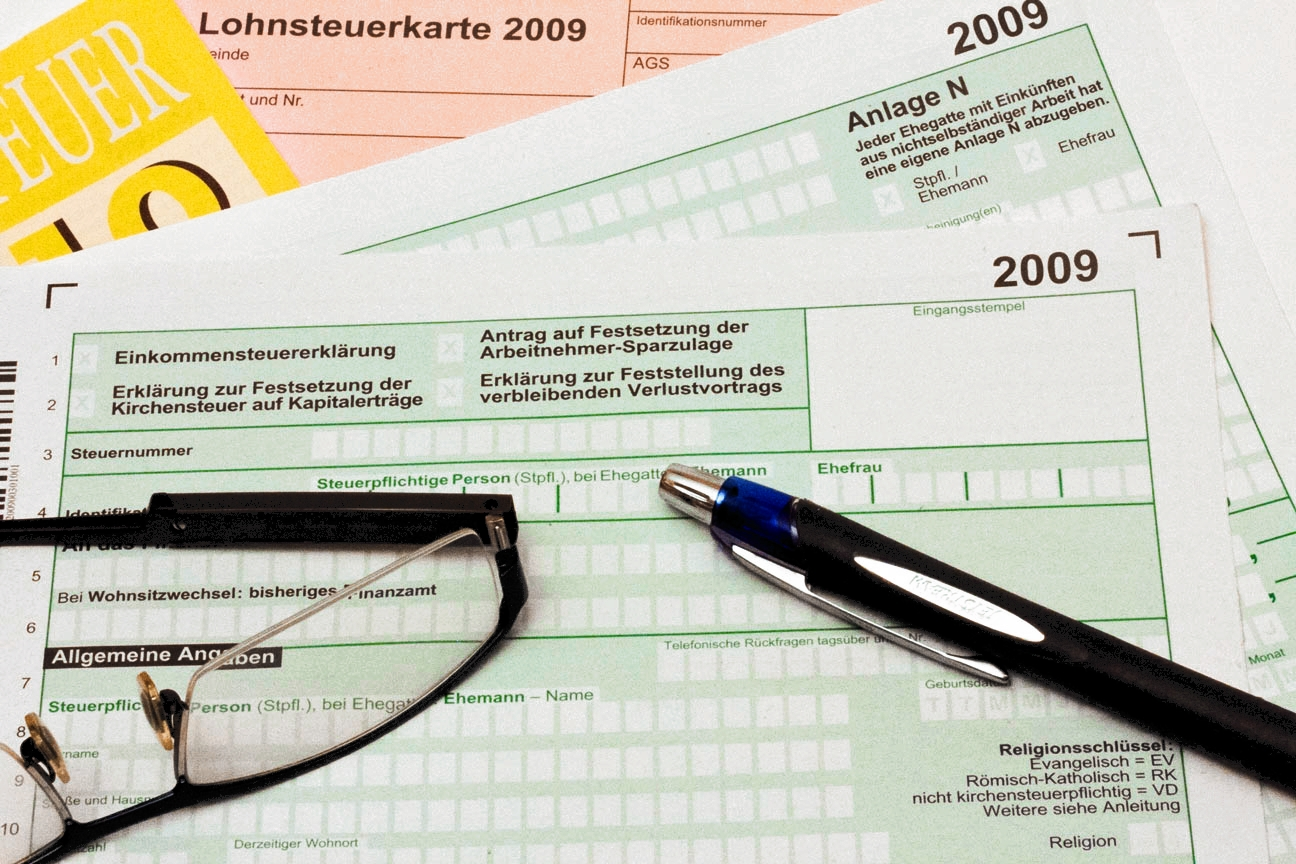
Formular Einkommensteuererklärung

ELSTER - das Online-Finanzamt

Die Veranlagung zur Einkommensteuer erfolgt in der Regel auf Grund der vom Steuerpflichtigen eingereichten Einkommensteuererklärung. Die Pflicht zur Abgabe einer Steuererklärung ergibt sich aus den steuergesetzlichen Regelungen (§ 56 EStDV und § 46 Abs. 2 EStG). Weiterhin kann die Finanzbehörde den Steuerpflichtigen zur Abgabe einer Steuererklärung auffordern (§ 149 Abs. 1 AO).
Die Steuererklärung kann in Papierform oder elektronisch an das Finanzamt übermittelt werden (→ ELSTER – Elektronische Steuererklärung). Der ursprüngliche Download von Steuerformularen zum Offline-Bearbeiten im .ffwp-FormsForWeb-Format ist für die meisten Fälle und Nutzer aktuell nicht mehr möglich.
Wenn Einkünfte aus Land- und Forstwirtschaft, Gewerbebetrieb oder selbständiger Arbeit erzielt werden, ist die Einkommensteuererklärung grundsätzlich elektronisch zu übermitteln (§ 25 Abs. 4 EStG).
Eine Einkommensteuererklärung ist – soweit eine Verpflichtung zur Abgabe besteht – regelmäßig bis spätestens 31. Juli (bis 2017 bis spätestens 31. Mai) des dem Veranlagungszeitraum folgenden Kalenderjahres bei dem Finanzamt einzureichen (§ 149 Abs. 2 Satz 1 AO). Diese Frist kann auf Antrag verlängert werden.
Für Veranlagungen auf Antrag bei Bezug von Einkünften aus nichtselbstständiger Arbeit (§ 46 Abs. 2 Nr. 8 EStG) gilt eine vierjährige Frist nach Ablauf des jeweiligen Veranlagungszeitraums. Der Antrag auf Veranlagung wird durch die Abgabe einer Einkommensteuererklärung gestellt, was zur Geltendmachung zusätzlicher Steuerermäßigungen sinnvoll sein kann. Dies wird umgangssprachlich oft als „Lohnsteuerjahresausgleich“ bezeichnet, was aber rechtlich nicht zutreffend ist.

#### Einkommensteuerbescheid
Zuständig für die Festsetzung und Erhebung der Einkommensteuer ist nach § 19 Abgabenordnung regelmäßig das Finanzamt, in dessen Bezirk der Steuerpflichtige seinen Wohnsitz hat.
Der Steuerpflichtige wird durch den Einkommensteuerbescheid (Verwaltungsakt) über die für den Veranlagungszeitraum festgesetzte Steuer unterrichtet. Regelmäßig erfolgt mit der Festsetzung der Einkommensteuer auch die Festsetzung der Kirchensteuer (soweit der Steuerpflichtige einer hebeberechtigten Konfession angehört, in Bayern abweichend Festsetzung durch die Kirchensteuerämter), des Solidaritätszuschlags und ggf. der Arbeitnehmersparzulage.
Die Steuerfestsetzung kann innerhalb eines Monats nach Bekanntgabe des Bescheides mit dem Einspruch angegriffen werden. Die Besteuerungsgrundlagen selbst sind nicht angreifbar (§ 157 Abs. 2 Halbsatz 1 Abgabenordnung). Ob es aufgrund der Steuerfestsetzung zu einer Erstattung oder Nachzahlung für den Steuerpflichtigen kommt, regelt der Abrechnungsteil des Steuerbescheids, der neben der Steuerfestsetzung einen selbstständigen – ebenfalls angreifbaren – Verwaltungsakt darstellt.

#### Vorauszahlungen
Da die Einkommensteuer erst mit Ablauf eines Kalenderjahres entsteht und erst nach ihrer Festsetzung fällig wird, hat der Gesetzgeber die Entrichtung von Vorauszahlungen vorgeschrieben (§ 37 Abs. 1 S. 2 EStG). Die Vorauszahlungen werden vom Finanzamt durch einen Vorauszahlungsbescheid festgesetzt, der in der Regel zusammen mit dem Einkommensteuerbescheid ergeht.

## Ermittlung der individuellen Steuerlast
Das Einkommensteuerrecht unterscheidet zwischen Einnahmen, Einkünften, Einkommen und zu versteuerndem Einkommen. Einkünfte sind die um Werbungskosten oder Betriebsausgaben verminderten Einnahmen. Die Berechnung des Einkommens und des zu versteuernden Einkommens ist weiter unten dargestellt.

### Bemessungsgrundlage/zu versteuerndes Einkommen

#### Rechenschema
Die zu zahlende Einkommensteuer ergibt sich durch Anwendung des Einkommensteuertarifs auf das zu versteuernde Einkommen als Bemessungsgrundlage, das folgendermaßen ermittelt wird:

Einkommensteuer-Veranlagung

Die Ermittlung der Einkünfte erfolgt für den Veranlagungszeitraum getrennt nach den Einkunftsarten (§ 2 Abs. 1 EStG). Hierbei sind Werbungskosten bzw. Betriebsausgaben von den Einnahmen bereits abgezogen.
+ Einkünfte aus Land- und Forstwirtschaft (§§ 13–14a EStG)

+ Einkünfte aus Gewerbebetrieb (§§ 15–17 EStG)

+ Einkünfte aus selbständiger Arbeit (§ 18 EStG)

+ Einkünfte aus nichtselbständiger Arbeit (§§ 19–19a EStG)

+ Einkünfte aus Kapitalvermögen (§ 20 EStG)

+ Einkünfte aus Vermietung und Verpachtung (§ 21 EStG)

+ Sonstige Einkünfte (§§ 22–23 EStG)

=  Summe der Einkünfte (bei Zusammenveranlagung: jedes einzelnen Ehegatten)

− Altersentlastungsbetrag für Personen im Kalenderjahr nach Vollendung des 64. Lebensjahres (§ 24a EStG)

− Entlastungsbetrag für Alleinerziehende (§ 24b EStG)

− Freibetrag für Land- und Forstwirte (§ 13 EStG)

=  Gesamtbetrag der Einkünfte (GdE, bei Zusammenveranlagung: beider Ehegatten)

− Verlustabzug im Rahmen der Höchstbeträge (§ 10d EStG)

− Sonderausgaben, die keine Vorsorgeaufwendungen sind (§§ 10–10i EStG), einschließlich Kirchensteuer

− Vorsorgeaufwendungen, einschließlich Altersvorsorge (§§ 10–10a EStG)

− außergewöhnliche Belastungen allgemeiner Art, falls über der zumutbaren Belastung

− Unterhalt an bedürftige Personen (außergewöhnliche Belastungen)

− Ausbildungsfreibetrag (außergewöhnliche Belastungen)

− Behindertenpauschbetrag (außergewöhnliche Belastungen)

− Hinterbliebenen-Pauschbetrag (außergewöhnliche Belastungen)

− Pflege-Pauschbetrag (außergewöhnliche Belastungen)

− Kinderbetreuungskosten (Sonderausgaben)

− Abzugsbetrag für die Förderung des Wohneigentums

+ hinzuzurechnende Einkünfte nach dem Außensteuergesetz

=  Einkommen

− Freibeträge für Kinder, falls günstiger als das Kindergeld

− Härteausgleich

=  zu versteuerndes Einkommen (zvE)

Jahressteuer nach Grund-/Splittingtabelle – siehe auch Einkommensteuertarif

= Tarifliche Einkommensteuer

+ Jahressteuer nach Sonderberechnung – siehe z. B. Progressionsvorbehalt

− Steuerermäßigungen

+ Hinzurechnungen (z. B. Kindergeld, falls Ansatz der Kinderfreibeträge; Altersvorsorgezulage, falls günstiger als Sonderausgaben)

= Festzusetzende Jahressteuer

− geleistete Vorauszahlungen

− anzurechnende Kapitalertragsteuer (falls Abgeltungsteuer ungünstiger)

− anzurechnende Lohnsteuer

= Einkommensteuernachzahlung/-erstattung

#### Zuordnung der Einkünfte
Die sieben Einkunftsarten stehen nicht gleichrangig nebeneinander.
- So können Einkünfte aus einem Gewerbebetrieb nur vorliegen, wenn die entsprechende Tätigkeit nicht gleichzeitig als Ausübung von Land- und Forstwirtschaft, eines freien Berufs oder einer anderen selbständigen Tätigkeit zu betrachten ist.
- Sind Einkünfte zugleich den Überschuss- wie auch den Gewinneinkünften zuzuordnen, geht die Zuordnung zu den Gewinneinkünften vor.
- Laut § 20 Absatz 8 EStG sind Einkünfte nur den Einkünften aus Kapitalvermögen zuzuschreiben, sofern sie nicht den Einkünften aus Gewerbebetrieb, aus selbständiger Arbeit oder aus Vermietung und Verpachtung zuzuschreiben sind. Einkünfte aus Kapitalvermögen sind demnach den anderen genannten Einkunftsarten nachgestellt (Subsidiaritätsprinzip). Diese Kapitaleinkünfte unterliegen ab dem Veranlagungszeitraum 2009 überwiegend der Abgeltungsteuer (als Form der Kapitalertragsteuer), für die ein fester Steuersatz im Gegensatz zu den übrigen Einkunftsarten besteht.

### Berechnung des individuellen Steuerbetrags

Grund- und Splittingtarif 2025

Wie viel Steuer auf das jährlich zu versteuernde Einkommen (zvE) gezahlt werden muss, ergibt sich aus dem Einkommensteuertarif. Danach gelten die nachstehend dargestellten Tarifzonen.
Zunächst wird die für das zvE zutreffende gesetzliche Formel ausgewählt. Der individuelle Steuerbetrag berechnet sich anhand der ausgewählten Formel, indem das ganze Einkommen (also ohne Abzug des Grundfreibetrags) auf volle Euro abgerundet eingesetzt wird. Damit wird der gesamte Steuerbetrag berechnet und ebenfalls auf volle Euro abgerundet (§ 32a Abs. 1).
Bei Verheirateten gilt das Ehegattensplitting. Um die Formeln für verheiratete Steuerpflichtige verwenden zu können, wird das gemeinsame zu versteuernde Einkommen halbiert, das Ergebnis in die zutreffende Formel als zvE eingesetzt und der danach errechnete Steuerbetrag verdoppelt.
Diese Formeln gelten prinzipiell auch für die Lohnsteuer (StKl 1 bis 4), wobei sich das zvE durch Abzug der pauschalisierten Freibeträge vom Bruttoeinkommen ergibt.

#### Tarif 2025

ESt-Betragsfunktion in Euro Tarif 2025

Grenz- und Durchschnittssteuersätze in Prozent Tarif 2025

Gesetzliche Formeln zur Berechnung der Einkommensteuer, wobei S = Steuerbetrag und zvE = jährlich zu versteuerndes Einkommen (immer auf volle Euro abgerundet). Damit gilt für alleinstehende Steuerpflichtige:
{\displaystyle S={\begin{cases}0&|\;zvE\leq 12096&{\text{1. Zone}}\\(14\%+(zvE-12096)\cdot 932{,}30\cdot 10^{-8})\cdot (zvE-12096)&|\;12096<zvE\leq 17443&{\text{2. Zone}}\\(23{,}97\%+(zvE-17443)\cdot 176{,}64\cdot 10^{-8})\cdot (zvE-17443)+1015{,}13&|\;17443<zvE\leq 68480&{\text{3. Zone}}\\42\%\cdot zvE-10911{,}92&|\;68480<zvE\leq 277825&{\text{4. Zone}}\\45\%\cdot zvE-19246{,}67&|\;zvE>277825&{\text{5. Zone}}\\\end{cases}}}
Diese Formeln können, wie weiter unten erläutert wird, in eine mathematisch gleichwertige Form umgestellt werden:
{\displaystyle S={\begin{cases}0&|\;zvE\leq 12096&{\text{1. Zone}}\\(14\%+(zvE-12096)\cdot 932{,}30\cdot 10^{-8})\cdot (zvE-12096)&|\;12096<zvE\leq 17443&{\text{2. Zone}}\\(23{,}97\%+(zvE-17443)\cdot 176{,}64\cdot 10^{-8})\cdot (zvE-17443)+1015{,}13&|\;17443<zvE\leq 68480&{\text{3. Zone}}\\42\%\cdot (zvE-68480)+17849,68&|\;68480<zvE\leq 277825&{\text{4. Zone}}\\45\%\cdot (zvE-277825)+105774,58&|\;zvE>277825&{\text{5. Zone}}\\\end{cases}}}
Nachfolgend werden die im Gesetzestext angegebenen Formeln mit den Faktoren y und z näher erläutert.

##### Erste Zone (Grundfreibetrag)
Bis zu einem zvE von 12096 € fällt keine Steuer an.

##### Zweite Zone: zvE von 12.097 € bis 17.443 €
{\displaystyle \mathrm {S} =(932{,}30\cdot y+1400)\cdot y}
Dabei ist y ein Zehntausendstel von (zvE – 12096):
{\displaystyle y={\frac {\mathrm {zvE} -12096}{10000}}}
Dadurch wird vom zvE der Eckwert, bei dem die Zone beginnt, abgezogen, weil die Berechnung nur den darüber hinausgehenden zvE-Teil betrifft. Die Division durch 10.000 dient lediglich dazu, zu viele Nachkommastellen bei den Faktoren zu vermeiden.
Die Zahl 1400 geteilt durch 10.000 entspricht dem Eingangssteuersatz von 14 %.
Die Zahl 932,30 bestimmt den linearen Progressionsfaktor. Sie bewirkt, dass der Grenzsteuersatz linear ansteigt und so sprunghafte Übergänge zwischen den Tarifzonen vermieden werden (siehe Linear-progressiver Tarif).
In dieser Zone fallen maximal 1015,13 € Einkommenssteuer an.

##### Dritte Zone: zvE von 17.444 € bis 68.480 €
{\displaystyle \mathrm {S} =(176{,}64\cdot z+2397)\cdot z+1015,13}
Dabei ist z ein Zehntausendstel von (zvE – 17443):
{\displaystyle z={\frac {\mathrm {zvE} -17443}{10000}}}
Auch hier wird vom zvE der Eckwert, bei dem die Zone beginnt, abgezogen.
Die Zahl 2397 geteilt durch 10.000 entspricht dem Eingangssteuersatz dieser Zone von 23,97 %. Die Zahl 176,64 bestimmt hier den linearen Progressionsfaktor.
Die Zahl 1015,13 entspricht dem Steuerbetrag der zweiten Zone, der zur Belastung dieser Zone hinzu addiert wird.
Am Ende dieser Zone fallen zusammen mit den unteren Zonen maximal 17.849,68 € Einkommensteuer an (gerechnet mit der Formel aus der vierten Zone ohne Abrundung).

##### Vierte Zone: zvE von 68.481 € bis 277.825 €
Das zvE wird mit dem Grenzsteuersatz von 42 % multipliziert und es wird 10.911,92 subtrahiert.
{\displaystyle \mathrm {S} =0{,}42\cdot \mathrm {zvE} -10911{,}92}
Die Zahl 10.911,92 kann einer steuerlichen Kenngröße nicht direkt zugeordnet werden, denn sie ergibt sich durch Umstellen der Ursprungsformel:
{\displaystyle \mathrm {S} =0{,}42\cdot (\mathrm {zvE} -68480)+17849{,}68}
Man erkennt hier den Eckwert von 68.480 Euro und die Summe der Steuerbeträge aus Zone zwei und drei mit 17.849,68 Euro.
Am Ende dieser Zone fallen zusammen mit den unteren Zonen maximal 105.774,58 € Einkommensteuer an.

##### Fünfte Zone: zvE ab 277.826 €
Das zvE wird mit dem Grenzsteuersatz von 45 % multipliziert und es wird 19.246,67 € subtrahiert.
{\displaystyle \mathrm {S} =0{,}45\cdot \mathrm {zvE} -19246{,}67}
Die gleichwertige Formel lautet:
{\displaystyle \mathrm {S} =0{,}45\cdot (\mathrm {zvE} -277825)+105774,58}
Die Erläuterungen zur vierten Zone gelten hier sinngemäß.

### Mathematische Eigenschaften der Steuerfunktion

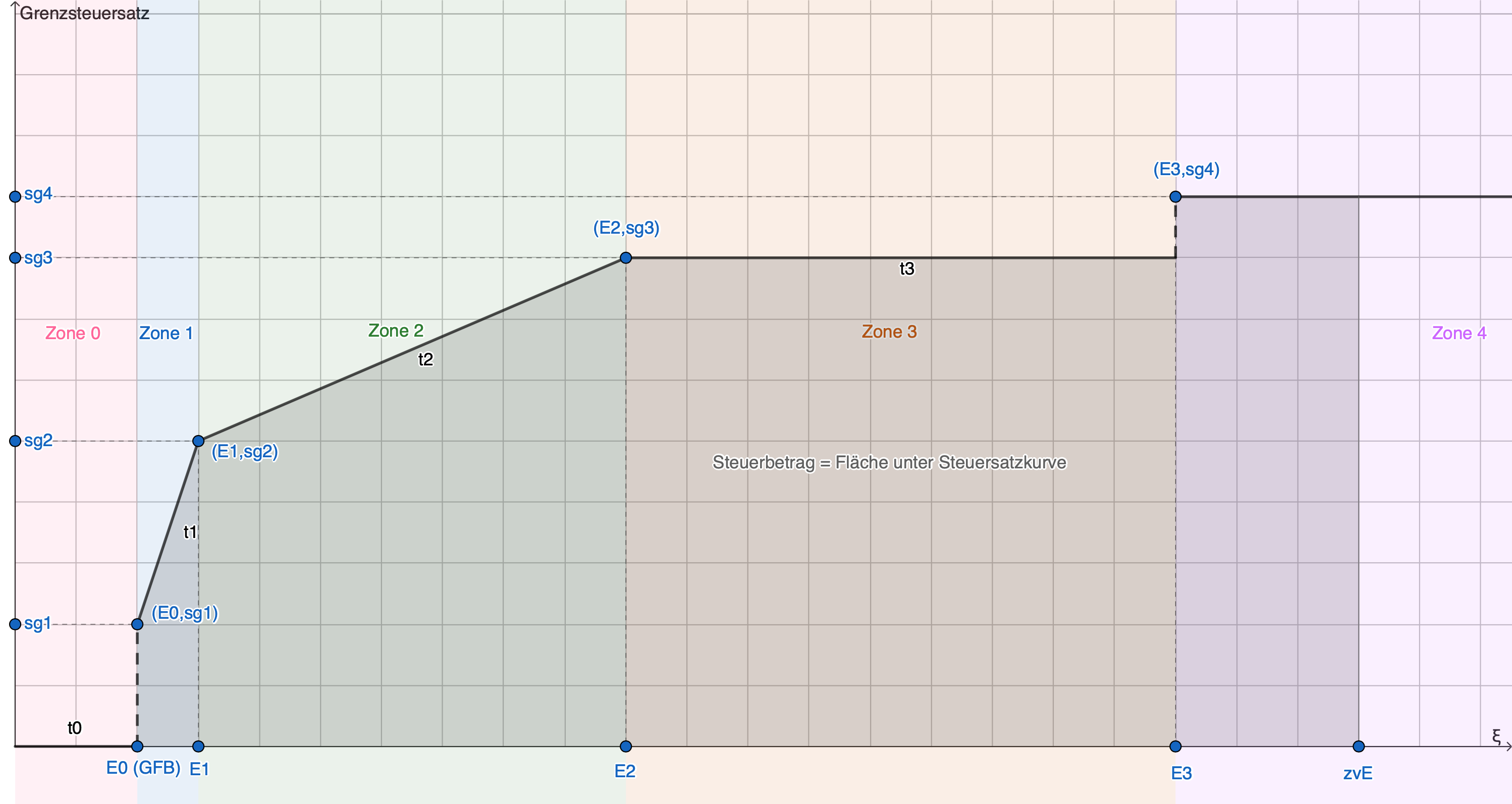
Kurvenverlauf des Grenzsteuersatzes nach deutschem EStG (schematisch)

Bei der Ermittlung des Einkommensteuertarifs bedient man sich der linearen Progression. Das heißt, mit steigendem Einkommen steigt auch der Grenzsteuersatz linear an. Das gilt jedoch nur in den Progressionszonen. In der Proportionalzone ist der Grenzsteuersatz konstant und entspricht in der höchsten Zone dem Spitzensteuersatz. Beim Verlauf des Durchschnittssteuersatzes erfolgt eine asymptotische Annäherung an diesen Spitzensteuersatz.
Mathematisch kann dies wie folgt ausgedrückt werden (zur Vereinfachung wird im Folgenden die Rundung auf ganze Euro bei Einkommen und zu zahlender Einkommenssteuer vernachlässigt):
Ist S der Steuerbetrag und B die Bemessungsgrundlage, so ergibt sich der Steuerbetrag als Funktion in Abhängigkeit von B:
{\displaystyle S(B)=B\cdot (p_{n}\cdot B+s_{gn})+C_{n}=p_{n}\cdot B^{2}+s_{gn}\cdot B+C_{n}\;\;|\;{\text{ in Zone n}}}
wobei pn, sgn, Cn per Gesetz festgelegte Parameter sind. Der Faktor sgn ist der anfängliche Grenzsteuersatz an der unteren Tarifgrenze (Eckwert En) und der Faktor pn definiert den linearen Progressionsfaktor innerhalb der Zone n. Er berechnet sich aus der Differenz des anfänglichen Grenzsteuersatzes der betrachteten Tarifzone zu dem der nächsten Zone und der Differenz der entsprechenden Eckwerte. Der Faktor 2 im Nenner ist für die korrekte Ermittlung der Grenzsteuersatzfunktion (Ableitungsregel) erforderlich.
{\displaystyle p_{1}={\frac {(s_{g2}-s_{g1})}{(E_{2}-E_{1})\cdot 2}}\;\;|\;n=1}
In den Progressionszonen ist der Parameter p größer als null, in der Proportionalzone ist er gleich null, dann ergibt sich die Geradengleichung
{\displaystyle S(B)=s_{gn}\cdot B+C_{n}\;\;|\;{\text{ in Zone n}}}
Im deutschen EStG ist die Konstante Cn unterschiedlich definiert. In den Progressionszonen ist Cn der Steuerteilbetrag Sn-1, der sich aus der vorhergehenden Tarifzone ergibt. Daher gilt hier für B = zvE − Eckwert. In den Proportionalzonen ist der Betrag von Cn jedoch der Steuerteilbetrag Sn-1, der in allen vorhergehenden Tarifzonen zu viel berechnet wird, indem zunächst der Grenzsteuersatz sg mit B = zvE auf das gesamte zvE angewandt wird. Dies wird daraufhin durch Subtraktion des Betrages von Cn korrigiert. Im Gesetz sind insgesamt 5 Tarifzonen festgelegt:
{\displaystyle S={\begin{cases}0&|\;zvE\leq E_{0}&|\;n=0,{\text{ Nullzone (Grundfreibetrag)}}\\s_{g1}\cdot (zvE-E_{0})+(zvE-E_{0})^{2}\cdot p_{1}&|\;E_{0}<zvE\leq E_{1}&|\;n=1,{\text{ Progressionszone}}\\s_{g2}\cdot (zvE-E_{1})+(zvE-E_{1})^{2}\cdot p_{2}+S_{1}&|\;E_{1}<zvE\leq E_{2}&|\;n=2,{\text{ Progressionszone}}\\s_{g3}\cdot zvE-|C_{3}|&|\;E_{2}<zvE\leq E_{3}&|\;n=3,{\text{ Proportionalitätszone}}\\s_{g4}\cdot zvE-|C_{4}|&|\;zvE>E_{3}&|\;n=4,{\text{ Proportionalitätszone}}\\\end{cases}}}
Die Parameter entsprechen den in der folgenden Tabelle wiedergegebenen Werten (links die Werte laut Gesetz und rechts mathematisch gleichwertig mit Cn = Sn-1 als Steuerbetrag der jeweils niedrigeren Tarifzone). So wird klar, dass der Grenzsteuersatz in den beiden oberen Zonen nur für den Anteil des Einkommens gilt, der den jeweiligen Eckwert übersteigt.
| Zone | Bereich zvE (Eckwerte) | Bereich zvE (Eckwerte) | Gesetzliche Festlegung             | Gesetzliche Festlegung | Gesetzliche Festlegung | Gesetzliche Festlegung | Art der Zone          | Mathematisch gleichwertige Festlegung (veränderte Parameter dunkelgrau unterlegt) | Mathematisch gleichwertige Festlegung (veränderte Parameter dunkelgrau unterlegt) | Mathematisch gleichwertige Festlegung (veränderte Parameter dunkelgrau unterlegt) | Mathematisch gleichwertige Festlegung (veränderte Parameter dunkelgrau unterlegt) |
| Zone | Bereich zvE (Eckwerte) | Bereich zvE (Eckwerte) | Parameter                          |                        |                        |                        | Art der Zone          | Mathematisch gleichwertige Festlegung (veränderte Parameter dunkelgrau unterlegt) | Mathematisch gleichwertige Festlegung (veränderte Parameter dunkelgrau unterlegt) | Mathematisch gleichwertige Festlegung (veränderte Parameter dunkelgrau unterlegt) | Mathematisch gleichwertige Festlegung (veränderte Parameter dunkelgrau unterlegt) |
| n    | von [€]                | bis [€]                | pn                                 | sgn                    | Cn [€]                 | B [€]                  | Art der Zone          | pn                                                                                | sgn                                                                               | Sn-1 [€]                                                                          | B [€]                                                                             |
| 0    | 0                      | 12096                  | 0                                  | 0                      | 0                      | zvE                    | Nullzone              | 0                                                                                 | 0                                                                                 | 0                                                                                 | zvE − 000000                                                                      |
| 1    | 12097                  | 17443                  | 932,30 {\displaystyle \cdot } 10−8 | 0,1400                 | 0                      | zvE − 12096            | Progressionszone      | 932,30 {\displaystyle \cdot } 10−8                                                | 0,1400                                                                            | 0                                                                                 | zvE − 012096                                                                      |
| 2    | 17444                  | 68480                  | 176,64 {\displaystyle \cdot } 10−8 | 0,2397                 | 001015,13              | zvE − 17443            | Progressionszone      | 176,64 {\displaystyle \cdot } 10−8                                                | 0,2397                                                                            | 001015,13                                                                         | zvE − 017443                                                                      |
| 3    | 68481                  | 277825                 | 0                                  | 0,4200                 | −10911,92              | zvE                    | Proportionalitätszone | 0                                                                                 | 0,4200                                                                            | 017849,68                                                                         | zvE − 068480                                                                      |
| 4    | 277826                 | ∞                      | 0                                  | 0,4500                 | −19246,67              | zvE                    | Proportionalitätszone | 0                                                                                 | 0,4500                                                                            | 105.774,58                                                                        | zvE − 277825                                                                      |

Die zeitliche Entwicklung der Parameter ist im Hauptartikel Tarifgeschichte der Einkommensteuer in Deutschland ausführlich dargestellt.
Das Verhältnis von Steuerbetrag S zum zu versteuernden Einkommen zvE ergibt den Durchschnittssteuersatz {\displaystyle {\bar {s}}}:
{\displaystyle {\bar {s}}={\frac {S(B)}{zvE}}}

Der Grenzsteuersatz {\displaystyle s_{g}} ist der augenblickliche Anstieg des Steuerbetrags, d. h. die Ableitung (Differentialquotient) {\displaystyle S'} des Steuerbetrags nach dem zu versteuernden Einkommen. Für den Grenzsteuersatz gilt daher in den Progressionszonen:
{\displaystyle s_{g}(B)=2\cdot p\cdot B+s_{g}}
sowie in der Proportionalzone vereinfacht wegen {\displaystyle p=0}
{\displaystyle s_{g}(B)=s_{g}=const}
mit den entsprechenden Werten der Parameter p und sg wie oben.

## Aufteilung nach Aufkommen

Einkünfte, zu versteuerndes Einkommen und Steuersätze nach Grundtarif 2014

Einkünfte, zu versteuerndes Einkommen und Steuersätze nach Splittingtarif 2014

Die genauesten statistischen Daten liefert die Lohn- und Einkommensteuerstatistik des Statistischen Bundesamtes (Fachserie 14 Reihe 7.1) als Vollerhebung. Die letzte Ausgabe enthält die Daten aus dem Jahre 2014 und ist am 21. Juni 2018 erschienen. Da in Deutschland eine Veranlagung nach Grund- oder Splittingtarif erfolgt, sind in dieser Statistik zwei getrennte Auswertungen vorhanden (Tabellen 2.1 und 2.2).
Die beiden oberen Grafiken auf der rechten Seite veranschaulichen die Aufteilung der Summen aller Einkünfte bzw. der Summen aller zu versteuernden Einkommen (zvE) in Bezug zur Größenklasse des zvE. Außerdem sind die mittleren Steuersätze, die tatsächlich ausgewiesen sind (rote Linie, durchgezogen), und die nach § 32a EStG aus dem Jahr 2014 zu erwartenden Durchschnittssteuersätze (rote Linie, gestrichelt) eingetragen. Es ist ersichtlich, dass auch bei Unterschreiten des Grundfreibetrags Fälle ausgewiesen sind, für die Einkommensteuer anfällt. Gründe dafür können sein:
- Es sind auch Fälle nachgewiesen, die auf eine Veranlagung verzichtet haben. In diesen Fällen wird lediglich die einbehaltene Lohnsteuer nachgewiesen.
- Bei der Berechnung der Einkommensteuer werden dem zvE außerordentliche Einkünfte (§ 34 EStG) hinzugerechnet.
- Nach § 32b EStG ist bei vorliegenden Einkünften, die dem Progressionsvorbehalt unterliegen, auf das zvE ein besonderer Steuersatz anzuwenden.

Weiterhin ist ersichtlich, dass bei höheren Einkommen die festgesetzte Steuer deutlich unter tariflichen Steuer liegt. Ursächlich dafür sind Abzugsbeträge (Steuerermäßigungen), die von der tariflichen Steuer abgezogen werden. Das ist im Rechenschema zur Ermittlung des Einkommensteuerbetrages (weiter oben in diesem Artikel) ersichtlich.

Anzahl Einzelpersonen 2014

Anzahl Ehepaare 2014

Die Aufteilung der Anzahl der steuerpflichtigen Einzelpersonen und Ehepaare nach der Größenklasse des zvE zeigen die beiden unteren Bilder.
Auch hier fällt ein signifikant hoher Anteil an Steuerpflichtigen mit zvE unter dem Grundfreibetrag auf (grüne und blaue Balken), insbesondere bei den nach Grundtarif besteuerten Personen. Diese zahlen aber, wie zu erwarten ist, überwiegend gar keine Steuern (rote Balken).
Die meisten Steuerzahler liegen im Bereich des zvE von etwa 15.000 bis 35.000 Euro (Grundtarif) bzw. 30.000 bis 70.000 Euro (Splittingtarif) jährlich.

## Internationaler Vergleich
Im internationalen Vergleich liegt der Spitzensteuersatz der deutschen Einkommensteuer in der oberen Hälfte, der Eingangssteuersatz im unteren Viertel. Eine ausführliche Tabelle dazu befindet sich im Artikel Einkommensteuertarif. Die Angaben zum Eingangs- und Spitzensteuersatz sagen jedoch alleine noch nichts über den Tarifverlauf, die Eckwerte und die Belastung der einzelnen Einkommensgruppen aus.

## Kritik
Das deutsche Einkommensteuerrecht steht seit Jahren in der Kritik: Zahlreiche Ausnahmen und Sonderregelungen führten zu Intransparenz. Ein wichtiger Eckpunkt aller Steuerreform-Konzepte ist die Steuervereinfachung. Ausnahmen und Sonderregelungen sollen eingeschränkt oder abgeschafft werden, um mit den dadurch freiwerdenden Mitteln die Steuersätze zu senken, was allerdings nicht ohne Weiteres bedeutet, dass die Einkommensteuer dadurch allgemein sinken muss.
Kritisiert wird auch die schleichende Erhöhung der Steuerlast durch die kalte Progression. Der Steuerzahlerbund hat errechnet, dass im Jahr 1958 der Spitzensteuersatz von 53 % bei dem 20-fachen des damaligen Durchschnittseinkommens zu Grunde gelegt wurde und 2019 beim 1,9-fachen Durchschnittseinkommen. Jedoch ist dabei nicht berücksichtigt, dass der zum Vergleich herangezogene Grenzsteuersatz hier auf 42 % gesenkt wurde. So sei zwar vom Jahr 1995 bis 2017 die Zahl der Steuerpflichtigen, die das Ende der Progressionszone (bei etwa 55.000 Euro mit 42 %) erreichen, von ca. 0,5 Millionen auf ca. 3,7 Millionen gestiegen, jedoch weisen Kommentatoren darauf hin, dass in der Vergangenheit bei Berücksichtigung der Inflation Gutverdiener teilweise deutlich höher besteuert wurden als heute. So sei z. B. im Jahr 1986 ein Verdienst von umgerechnet 75.000 Euro mit 51,8 % besteuert worden.
Seit dem Jahr 2016 wurden die Eckpunkte des Tarifs regelmäßig an die Inflation angepasst, was der kalten Progression entgegenwirkt.

## Gesellschaftliche Wirkung
Laut Joachim Wieland verändert sich bei Senkung der Einkommen- und Körperschaftsteuer das Verhältnis des Aufkommens durch direkte Steuern zu indirekten Steuern zuungunsten von leistungsschwächeren Steuerzahlern. Da direkte Steuern wie die Einkommensteuer (vor allem durch Steuerprogression) am Leistungsfähigkeitsprinzip ausgerichtet sind und demgegenüber indirekte Steuern für alle gleich sind, verschieben sich bei Senkung der Einkommensteuer die Steuereinnahmen auf indirekte Steuern, die die Finanzkraft der Steuerzahler nicht berücksichtigen. Mit der gesunkenen Steuerbelastung von wirtschaftlich leistungsfähigeren Steuerzahlern nehme dann auch die Steuergerechtigkeit ab. Entsprechend erhöhe sich in der Folge der Abstand zwischen Arm und Reich.

## Besonderheit
Den Bewohnern der Gemeinde Büsingen am Hochrhein wird aus Billigkeitsgründen ein zusätzlicher Freibetrag zur Abgeltung der höheren Schweizer Lebenshaltungskosten gewährt. Dieser beträgt 30 % des zu versteuernden Einkommens, jedoch nicht mehr als 30 % von jährlich 15.338 € bei Ledigen und 30.675 € bei Verheirateten. Für jedes Kind erhöht sich diese Bemessungsgrundlage um 7.670 €.